# Шкрібляк Василь Миколайович
Василь Миколайович Шкрібляк (15 березня 1900, Яворів — 14 лютого 1976) — український майстер різьблення по дереву.

## З життєпису
Народився 15 березня 1900 року в селі Яворові (нині Косівський район Івано-Франківської області, Україна). Син різьбяра Миколи Шкрібляка. Різьблення вчився у свого батька.
Помер 14 лютого 1976 року.

## Творчість
Працював у галузі різьблення по дереву у техніці «сухої» плоскої різьби, глибокої різьби, випалювання, інкрустації, інтарсії. Виготовляв тарілки, касетки, цукорниці, скриньки, рахви, рамки, сільнички, гарапники, топірці-палиці, декоративні писанки, свічники. Вироби оздоблював інкрустацією різнокольоровим бісером та мідним дротиком — «крученкою».
Брав участь у республіканських, обласних та місцевих виставках народного мистецтва Гуцульщини. 
Роботи майстра зберігаються в музеях України та приватних колекціях. У Національному музеї народного мистецтва Гуцульщини та Покуття імені Йосафата Кобринського у Коломиї зберігаються 32 його твори.